# Diegem-Lo
Diegem-Lo, of kortweg Lo (vroeger: Loo) is een woonkern in het oosten van de deelgemeente Diegem, die deel uitmaakt van de fusiegemeente Machelen in de Belgische provincie Vlaams-Brabant. 
Het gehucht ligt ten noorden van een bocht in de rivier Woluwe, een plaats waar nu het knooppunt Zaventem ligt. Het gehucht ligt gekneld tussen de luchthaven van Zaventem en autosnelwegen.

## Geschiedenis

### Ontstaan: Saventerlo en Diegem-Lo
Diegem-Lo ontstond langs de weg die Diegem met het 'Saventerlo' verbond. Het Saventer-Lo was oorspronkelijk een 'warande': een bos en hertogelijk jachtdomein. Dit domein lag ten oosten en noordoosten van Diegem-Lo en komt overeen met het huidige Brussels Airport. Het tracé van de oude weg loopt vandaag via de Zaventemsesteenweg, Filip Dekleermaekerstraat en Lostraat.
In de zeventiende en achttiende eeuw werd het Saventerlo gerooid en ontstond er een groot plateau tussen Zaventem, Diegem, Melsbroek en Steenokkerzeel. Aan het einde van de achttiende eeuw werd de weg die voordien eindigde in Diegem-Lo, doorgetrokken in de richting van Steenokkerzeel tot aan de 'Molen van Loo', dwars over het uitgestrekte plateau. Zo kreeg Diegem via Diegem-Lo een directe verbinding met Steenokkerzeel over dit zogeheten 'Plateau de Loo'. Een gelijkaardig plateau met typerende 'kouters' is nu nog terug te vinden ten noordoosten van Steenokkerzeel, tussen Steenokkerzeel en Nederokkerzeel. Een kaart uit 1810 toont dat deze nieuwe weg ten noordoosten van Lo als een dreef met aan weerszijden aangeplante bomen werd aangelegd. Tussen 1815 en 1830 werd het veld gebruikt als oefen- en kampeerterrein voor Nederlandse troepen.

### Groei van het gehucht
In het midden van de negentiende eeuw werd het zuidelijke deel van de Lostraat (ten zuiden van de huidige Filip Kleermaekerstraat) aangelegd. De Lostraat werd de eerste verharde straat van het gehucht en nam de functie van de Kleermaekerstraat over. Tot 1891 was er echter nog geen bebouwing langs de zuidelijke Lostraat en bevond de kern van het gehucht zich nog steeds in het noordoosten, op het huidige luchthaventerrein. Rond de eeuwwisseling begon het gehucht relatief sterk te groeien. In 1900 werd er een gemeenteschool gebouwd, die rond 1911 uitgebreid werd. De topografische kaart van 1924 toont dat het gehucht naar het zuiden is uitgebreid. Er is nog geen kerk, maar ook de Filip Kleermaekerstraat en de Ferdinand Campinestraat werden verhard. Er was voornamelijk langs de Lostraat en de Campinestraat nieuwe bewoning bijgekomen.
Aan het einde van de jaren 20 kreeg Diegem-Lo een parochiekerk, namelijk de Onze-Lieve-Vrouw van Zeven Smartenkerk. Voor de bouw van de kerk werd er onder andere lokale zandsteen gebruikt, waaronder stenen die afkomstig waren van de omheiningsmuur van het Kasteel Beaulieu in Machelen, een kasteeldomein dat rond die tijd ontmanteld werd.

### Luchthaven en autowegen, eerste afbraak
In 1938 werd er op een deel van het Saventerlo een reserve-vliegveld aangelegd door het Belgisch leger. De luchthaven van Haren werd immers te klein. Deze luchthaven zou tijdens en na de Tweede Wereldoorlog uitgroeien tot de nationale luchthaven van België, vandaag Brussels Airport.
In de jaren 50 werd een deel van de Woluwelaan aangelegd, tussen het huidige knooppunt Zaventem en Machelen. In die periode werd ook de huidige A201 (toen A0) aangelegd. Op de kruising van beide wegen, net ten zuiden van het gehucht werd een grote rotonde aangelegd, het latere knooppunt Zaventem.
Dit veranderde in de jaren 60. Wanneer de luchthaven uitbreidde, sneuvelde het grootste deel van het oorspronkelijke gehucht (het noordoostelijke deel). Het zuidelijke deel van het gehucht, rond de nieuwe kerk, bleef echter bestaan. Niet veel later, in de jaren 70, werd de Brusselse Ring aangelegd. In 1976 werd de ring ter hoogte van Diegem-Lo afgewerkt, waarbij ook het knooppunt Zaventem werd verbouwd van een rotonde naar de huidige complexe configuratie van R0, A201 en R22.

## Toekomst
In het gewestplan staat de huidige resterende bebouwing van het gehucht ingekleurd als woongebied, maar er werd wel een bouwverbod voor het gehucht afgekondigd, zodat het gehucht op termijn zou verdwijnen.
Vanwege de situering van de resterende bebouwing van het gehucht, gekneld tussen de luchthaven en de autosnelwegen, en sterk geïsoleerd van andere woonkernen, wordt het gehucht weleens vergeleken met het dorp Doel, dat op termijn zou moeten wijken voor de uitbreiding van de haven van Antwerpen.

## Nabijgelegen kernen
Diegem, Zaventem